# محله هوایی بریجواتر/روزپرینگ
محله هوایی بریجواتر/روزپرینگ (به انگلیسی: Bridgewater/Dayspring Airpark) یک فرودگاه همگانی است که یک باند فرود شن و آسفالت دارد و طول باند آن ۵۲۷ متر است. این فرودگاه در کشور کانادا قرار دارد و در ارتفاع ۵۶ متری از سطح دریا واقع شده‌است.